# 先生はえらい
『先生はえらい』（せんせいはえらい）は、内田樹が著した教育論。

## 概要
2005年1月25日、ちくまプリマー新書の創刊ラインナップの一冊として刊行された。ちくまプリマー新書は若年層を対象とした筑摩書房の新書で、橋本治の企画によるもの。装丁はクラフト・エヴィング商會。2013年10月11日、電子書籍版（Kindle）が発売された。
2012年、韓国語に翻訳された。
内田は言う。「『先生』というのは定義上『えらい』ものである。あなたが『えらい』と思う人、それが『先生』であるという同語反復を断固主張するところの書物なのである」。そしてまたこう述べる。「同語反復してどうするんだ、という反論もおありだろうが、長く人生をやってきて分ったことのひとつは、人間に関する実効的な命題のほとんどすべては『同語反復』だということである（これについてはかのウィトゲンシュタイン先生も私と同意見である）」
本書は内田の著作の中で大学入試に採用される出題頻度が最も高い。また、本書から最も多く出題されたのは「教習所とF-1ドライバー」の項だという。

## 取り上げられた書物・作品
- 柴田元幸ほか 『ナイン・インタビューズ 柴田元幸と9人の作家たち』（アルク、2004年3月）[注 1]
- ジャック・ラカン
  - 『精神病 (下)』（岩波書店、1987年9月、小出浩之・鈴木國文・川津芳照・笠原嘉訳）
  - 『フロイト理論と精神分析技法における自我 (下)』（岩波書店、1998年12月、小出浩之・鈴木國文・小川豊昭・南淳三訳）
- 太宰治 『如是我聞』（『新潮』1948年3月号～7月号収録）
- デヴィッド・リンチ監督 『マルホランド・ドライブ』（2001年）[注 2]
- 夏目漱石[注 3]
  - 『三四郎』（春陽堂書店、1909年5月）
  - 『こゝろ』（岩波書店、1914年9月）
- 能『張良』